# Daniel Hanssens
Pour les articles homonymes, voir Hanssens.
Daniel Hanssens, né le 30 avril 1963, est un comédien et metteur en scène belge. Il fut également chargé de cours au Conservatoire royal de Bruxelles.

## Biographie
Il a 7 ans quand il est admiratif devant les expressions exacerbées des acteurs du film d'Abel Gance.
Après avoir obtenu un premier prix d’art dramatique, il commence sa carrière avec Le Dîner de mademoiselle Justine de la comtesse de Ségur au Théâtre du Rideau de Bruxelles et joue dans les plus grandes maisons belges depuis 1984. En 2004, il fonde sa propre compagnie Argan42, qui deviendra en 2010: La Comédie de Bruxelles.
Il  joue dans Britannicus de Jean Racine, Le Dîner de Cons de Francis Veber, Le Malade Imaginaire de Molière, Hygiène de l'Assassin d'Amélie Nothomb Bossemans et Coppenolle, Le Mariage de Mademoiselle Beulemans et Amitiés sincères. Ou au cinéma dans Ennemi Public. Comme metteur en scène: Ladies Night de Sinclair et Mc Laren, Pièce Montée de Pierre Palmade, Un grand cri d'amour de Josiane Balasko, La Mélodie du Bonheur, Evita, L'Emmerdeur.

## Filmographie

### Télévision

#### Téléfilm
- PJ de Gérard Vergez (France 2)
- Sherpa de Marc Angelo (TF1)
- Garde à vue de Pierre Dard et Gérard Jourd'hui, par Maeva Poli (France 2 – France 3)
- Yaka ma petite puce de Daniel Geldoff
- 2011 : Pasteur d'Alain Brunard

#### Court métrage
- Rose d’Alain Berliner
- La Dumka d’Yvan Goldschmidt
- Camion de Thomas Cheysson
- Le Jour du chat d’Alain Berliner
- Point mort de Manu Coeman

#### Série
- Ennemi public  de Matthieu Frances et Gary Seghers
- 2017 : Capitaine Marleau : La mémoire enfouie de Josée Dayan
- 2021 : Les Aventures du jeune Voltaire d'Alain Tasma : Paul Poisson
- 2023 : Alphonse de Nicolas Bedos (série Prime Vidéo) : Gravier
- 2024 : Whiskey on the Rocks de Henrik Jansson-Schweizer : Opérateur radio Lundin

### Cinéma
- Passion of Mind d'Alain Berliner
- Ma vie en rose d’Alain Berliner
- Le Mur d’Alain Berliner (Arte)
- L'Enquête de Vincent Garenq
- Paris-Willouby de Quentin Reynaud, Arthur Delaire
- La Mécanique de l'ombre de Thomas Kruithof
- Mascarade de Nicolas Bedos

## Autres activités

### Cirque
Trois années avec le Cirque de Moscou.

### Mime
L'Étrange Mister Night de Michel Carcan et Bruce Ellison, en tournée (Paris, Genève, Hong-Kong, Montréal)

### Théâtre
- Britannicus de Jean Racine
- Le Dîner de cons de Francis Veber
- Mort sur le Nil d’Agatha Christie
- Les Femmes savantes de Molière
- Cuisine et dépendances de Agnès Jaoui et Jean-Pierre Bacri
- Cyrano de Bergerac d'Edmond Rostand
- L'Imbécile de Pascal Vrebos
- Pour un oui ou pour un non de Nathalie Sarraute
- Prométhée enchaîné d’Eschyle
- Tailleur pour dames de Georges Feydeau
- Mademoiselle Jaïre de Michel de Ghelderode
- La Nonna de Roberto Cossa
- Le Mariage de Mademoiselle Beulemans de Frantz Fonson et Fernand Wicheler
- Bossemans et Coppenolle de Paul Van Stalle et Joris d'Hanswyck
- Lorenzaccio d'Alfred de Musset
- Le Barbier de Séville de Beaumarchais
- Volpone de Ben Jonson
- Rhinocéros d'Eugène Ionesco
- L'Homme, la bête et la vertu de Luigi Pirandello
- L'Avare de Molière
- Des éléphants sans rien autour de Vincent Smetana
- La Mégère apprivoisée de William Shakespeare
- Appassionata de Jacques-Pierre Amette
- 'Les Palmes de Monsieur Schutz de Jean-Noël Fenwick
- Boubouroche de Georges Courteline
- La Balade du grand Macabre de Michel de Ghelderode
- Jacob seul de Jean Louvet
- Hamlet de William Shakespeare
- La trilogie de la villégiature de Carlo Goldoni
- Dom Juan de Molière
- Jean de la Lune de Marcel Achard
- Le Pic du bossu de Slavomir Mrwozeck
- Silvano ou la bonne foi de Sergio Pierattini
- Talleyrand de Sacha Guitry
- Le Mariage de Figaro de Beaumarchais
- La Mer d’Edward Bond
- Nathan le sage de Lessing
- Monsieur de Pourceaugnac de Molière
- Feu la mère de madame de Georges Feydeau
- Coriolan de William Shakespeare
- Les Fourberies de Scapin de Molière
- Les Misérables de Victor Hugo
- Les Hypocondres de Botho Strauss
- Les Trois Sœurs d'Anton Tchekhov
- Tartuffe de Molière
- La Cruche cassée d'Heinrich von Kleist
- Hygiène de l'assassin d’Amélie Nothomb
- Le père Noël est une ordure de Gérard Jugnot...
- le malade imaginaire de Molière
- Toutou de Daniel et Agnès Besse
- Les dix petits nègres d'Agatha Christie

## Mises en scène

### Théâtre
- Le Bourgeois gentilhomme de Molière
- Roméo et Juliette de William Shakespeare
- La Cage aux folles de Jean Poiret
- Le Dîner de cons (2e version)
- Un grand cri d'amour de Josiane Balasko
- L'Emmerdeur de Francis Veber
- Cuisine et dépendances de Agnès Jaoui et Jean-Pierre BacriVersion 2008
- Pièce Montée de Pierre Palmade
- La Vie de Chantier de Dany Boon
- Ladies Night de Anthony Mc Carten, Stephen Sinclair et Jacques Collard Adaptation Alain Helle
- Le Père Noël est une ordureDe M.A. Chazel, Christian Clavier, Gérard Jugnot, Thierry Lhermitte, Bruno Moynot et Josiane Balasko
- Jalousie en trois mails Comédie d’Esther Vilar Traduction Sacha Zilberfarb Adaptation Marc Laignier
- Après le Crime! de Francis Durbriddge adaptation Daniel Hanssens
- Les dix petits nègres d'Agatha Christie
- Esprit Farceur es-tu la? de Noel Coward adaptation Daniel Hanssens
- Le Béret de la tortue -Jean Dell et Gérald Sibleyras
- Une liaison pornographique -Philippe Blasband
- Sarah - John Murell
- Palace - J-M Ribes
- Silence en Coulisses - Michaël Frayn
- Toc Toc -Laurent Baffie
- Si c’était à refaire - Laurent Ruquier
- Les Palmes de Monsieur Schutz - Jean-Noël Fenwick
- Drôle de Couple -Neil Simon adaptation Daniel Hanssens

## Comédie Musicale
- La mélodie du Bonheur de Richard Rodgers et Oscar Hammerstein II
- Evita de Tim Rice et Andrew Lloyd Webber

## Adaptation
- Ladies Night - Sinclair, Mac Laren
- The Odd Couple -  de Neil Simon
- Blithe Spirit - Noël Coward
- Suddenly at home – Francis Durbridge